# Martin Gaberc
Martin Gaberc, slovenski duhovnik, * 29. september 1883, Črešnjevec, Slovenska Bistrica † 6. april 1941, Gornja Radgona.

## Življenje
Rodil se je očetu Jurju in materi Jožici (roj. Polanec). Po opravljeni srednji šoli se je vpisal v semenišče in bil 25. julija 1908 posvečen v duhovnika. Kot duhovnik je služboval v Brestanici, v Sv. Križu nad Mariborom ter nazadnje v Gornji Radgoni. Na cvetno nedeljo, 6. aprila 1941, ko se je začela druga svetovna vojna na Slovenskem, so v Gornjo Radgono vdrli nemški vojaki. Ko je Gaberc zjutraj vstal, so ga ustrelili nemški vojaki. Mariborski Kulturbund je pred tem objavil, da se ob prihodu nemških enot ne sme nihče prikazati na ulici ali na oknu. Po nekaterih navedbah gre ze prvo žrtev druge svetovne vojne na Slovenskem. Njegovo ime je bilo na odstranjeni spominski plošči duhovnikom žrtvam fašizma na Brezjah.